# 斯達漢諾夫站
斯達漢諾夫站（羅馬化：Stakhanovskaya）是莫斯科地鐵內克拉索夫卡線的一個興建中的車站。車站在2020年3月27日啟用。車站以斯達漢諾夫街命名，而該街名來自阿列克謝·斯達漢諾夫，是一名被認定為社會主義勞動英雄的煤礦工。